# 유포석보
유포석보(柳浦石堡)는 울산광역시 북구 정자동에 있는 조선시대의 성이다. 1998년 10월 19일 울산광역시의 기념물 제17호로 지정되었다.

## 현지 안내문
조선시대의 보(堡)는 제진(諸鎭)의 보조적 방어시설로서 최전방에서 적의 동태 감시나 인근주민 대피, 유사시 전투를 하는 소규모 성으로서 중요한 기능을 가지고 있었다. 또한, 보 주변에는 봉수가 설치되어 즉시 신호나 포성 같은 소리를 통하여 주변의 주민과 인근 지역 및 내지에 알리는 역할을 하였다.
유포석보(柳浦石堡)는 『조선왕조실록(朝鮮王朝實錄)』에 의하면, 삼도 도체찰사 정분(鄭苯)의 건의로 왜구를 막기 위해 1450년(문종 즉위년)부터 처음 목책성(木柵城)으로 설치되었다. 1452년(문종 2) 정분이 다시 목책에서 석성으로 쌓도록 건의하였으며, 그 뒤 여러 번의 논의가 있었다. 1455년(세조 1) 축성이 본격적으로 추진되어 기존의 목책으로부터 5리 떨어져 있는 곳에 축성하기로 정하였으며, 1459년(세조 5)에 완공하였다고 한다. 이곳은 왜구 방어를 위한 군사 요충지였기 때문에, 경상좌병사(慶尙左兵使)의 지휘 아래 울산과 경주의 병사 3백 명이 3번 교대로 주둔하면서 수비했다.
이 보의 전체 둘레는 755m정도이며, 구릉 기슭의 낮은 평지와 계곡을 안으로 삼고 그 주위를 좁게 쌓았다. 현재 가장 잘 남아 있는 동문(東門) 근처 성벽의 높이는 220cm정도이다. 일제 강점기에 정자항의 방파제를 만들 때에 이 성의 큰 돌들을 뽑아 사용하였기 때문에 훼손이 되었으나 역사적·학술적인 보존가치가 높은 유적이다.

## 같이 보기
- 정자항

## 참고 자료
- 유포석보 - 국가유산청 국가유산포털